# Macrocythere
Macrocythere is een geslacht van kreeftachtigen uit de klasse van de Ostracoda (mosselkreeftjes).

## Soort
- Macrocythere simplex (Norman, 1865) Sars, 1928